# Denis Houf
Denis Houf (ur. 16 lutego 1932 we Fléron, zm. 7 grudnia 2012 w Liège) – belgijski piłkarz. W swojej karierze rozegrał 26 meczów w reprezentacji Belgii i strzelił w nich 5 goli.

## Kariera klubowa
Całą swoją karierę piłkarską Houf spędził w klubie Standard Liège. W jego barwach zadebiutował w sezonie 1948/1949 w pierwszej lidze belgijskiej. W sezonach 1957/1958, 1960/1961, 1962/1963 wywalczył ze Standardem mistrzostwo Belgii, pierwsze trzy w historii klubu. W 1962 roku został wicemistrzem kraju. Z kolei w sezonie 1953/1954 zdobył Puchar Belgii. W Standardzie Liège grał do końca sezonu 1963/1964. Rozegrał w nim 352 mecze i strzelił 99 goli. W latach 1964–1968 grał w RFC Liège.
| Sezon   | Klub           | Kraj   | Rozgrywki     | Mecze | Bramki |
| ------- | -------------- | ------ | ------------- | ----- | ------ |
| 1948/49 | Standard Liège | Belgia | Eerste klasse | 1     | 0      |
| 1949/50 | Standard Liège | Belgia | Eerste klasse | 0     | 0      |
| 1950/51 | Standard Liège | Belgia | Eerste klasse | 25    | 3      |
| 1951/52 | Standard Liège | Belgia | Eerste klasse | 29    | 7      |
| 1952/53 | Standard Liège | Belgia | Eerste klasse | 22    | 9      |
| 1953/54 | Standard Liège | Belgia | Eerste klasse | 26    | 6      |
| 1954/55 | Standard Liège | Belgia | Eerste klasse | 30    | 15     |
| 1955/56 | Standard Liège | Belgia | Eerste klasse | 29    | 6      |
| 1956/57 | Standard Liège | Belgia | Eerste klasse | 30    | 4      |
| 1957/58 | Standard Liège | Belgia | Eerste klasse | 27    | 13     |
| 1958/59 | Standard Liège | Belgia | Eerste klasse | 28    | 7      |
| 1959/60 | Standard Liège | Belgia | Eerste klasse | 30    | 14     |
| 1960/61 | Standard Liège | Belgia | Eerste klasse | 24    | 8      |
| 1961/62 | Standard Liège | Belgia | Eerste klasse | 28    | 5      |
| 1962/63 | Standard Liège | Belgia | Eerste klasse | 4     | 2      |
| 1963/64 | Standard Liège | Belgia | Eerste klasse | 19    | 0      |
| 1964/65 | RFC Liège      | Belgia | Eerste klasse | ?     | ?      |
| 1965/66 | RFC Liège      | Belgia | Eerste klasse | ?     | ?      |
| 1966/67 | RFC Liège      | Belgia | Eerste klasse | ?     | ?      |
| 1967/68 | RFC Liège      | Belgia | Eerste klasse | ?     | ?      |

## Kariera reprezentacyjna
W reprezentacji Belgii Houf zadebiutował 17 czerwca 1954 roku w zremisowanym 4:4 meczu mistrzostw świata w Szwajcarii z Anglią, rozegranym w Bazylei. Był to jego jedyny mecz rozegrany na tym turnieju. Od 1954 do 1961 roku rozegrał w kadrze narodowej 26 meczów i strzelił w nich 5 goli.